# Hans Plenk
Hans Plenk (ur. 21 lutego 1938 w Bad Reichenhall, zm. 10 września 2023 w Schönau am Königssee) – niemiecki saneczkarz reprezentujący RFN, brązowy medalista olimpijski i wielokrotny medalista mistrzostw świata.

## Kariera
Pierwsze sukcesy w karierze osiągnął w 1960 roku, kiedy zdobył dwa medale podczas mistrzostw świata w Ga-Pa. Najpierw zajął trzecie miejsce w jedynkach, ulegając tylko rodakowi Helmutowi Berndtowi oraz Austriakowi Reinholdowi Froschowi. Następnie w parze z Horstem Tiedge zajął trzecie miejsce w dwójkach. Rok później był drugi w jedynkach mistrzostw świata w Girenbad, przegrywając jedynie z Polakiem Jerzym Wojnarem. Kolejny medal zdobył na mistrzostwach świata w Imst w 1963 roku, po raz kolejny zajmując drugie miejsce w jedynkach. W 1964 roku wystartował na igrzyskach olimpijskich w Innsbrucku, zdobywając brązowy medal w jedynkach. W rywalizacji tej lepsi byli Thomas Köhler oraz Klaus Bonsack. Ostatni sukces wywalczył na mistrzostwach świata w Davos w 1965 roku, gdzie zdobył indywidualnie złoty medal.
Był ośmiokrotnym mistrzem kraju – w latach 1959, 1961, 1963, 1964 i 1968 wygrywał w jedynkach, a w latach 1964, 1965 i 1968 zwyciężał w dwójkach.
Podczas ZIO 1968 był chorążym reprezentacji RFN.